# Porcellio granarus
Porcellio granarus är en kräftdjursart som beskrevs av Hercule Nicolet 1849. Porcellio granarus ingår i släktet Porcellio och familjen Porcellionidae. Inga underarter finns listade i Catalogue of Life.